# Casta Diva (film 1954)
Casta Diva è un film del 1954 diretto da Carmine Gallone.

## Trama
Il film narra la biografia romanzata del celebre musicista Vincenzo Bellini, vissuto nel XIX secolo e morto a soli 34 anni.

## Produzione
Il film si avvalse della collaborazione dell'orchestra e del coro del Teatro dell'Opera di Roma.

## Colonna sonora
Nel film sono presenti brani tratti dalle opere liriche di Vincenzo Bellini, Gaetano Donizetti e Niccolò Paganini, elaborati da Renzo Rossellini.

## Distribuzione
Il film venne distribuito in Italia nell'autunno del 1954.
Venne in seguito distribuito anche in Francia (2 ottobre 1956), Iran (10 dicembre 1956), Spagna (8 febbraio 1957) e Finlandia (20 settembre 1957).
Venne distribuito anche negli Stati Uniti nel corso del 1956.

## Accoglienza
Il film risultò il 68° maggior incasso al botteghino italiano della stagione cinematografica 1954-1955.

## Opere correlate
La pellicola è il remake in Technicolor dell'omonimo film realizzato dallo stesso regista nel 1935.
Maurice Ronet tornò ad interpretare Vincenzo Bellini anche nel film Casa Ricordi, diretto sempre da Carmine Gallone ed uscito nello stesso periodo di Casta Diva. Questa particolarità potrebbe essere considerata come il primo caso di crossover del cinema italiano.

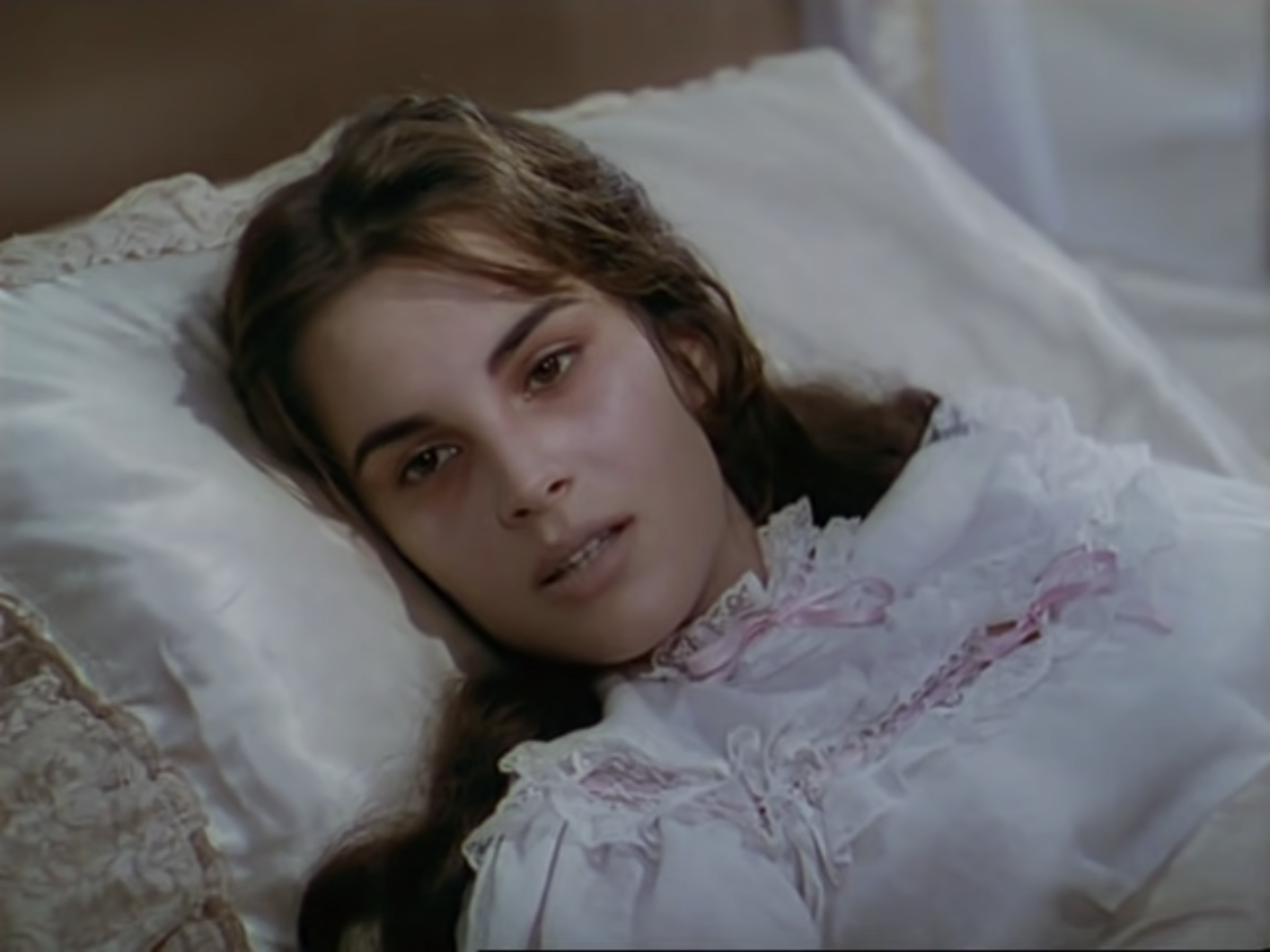
Antonella Lualdi in una sequenza del film

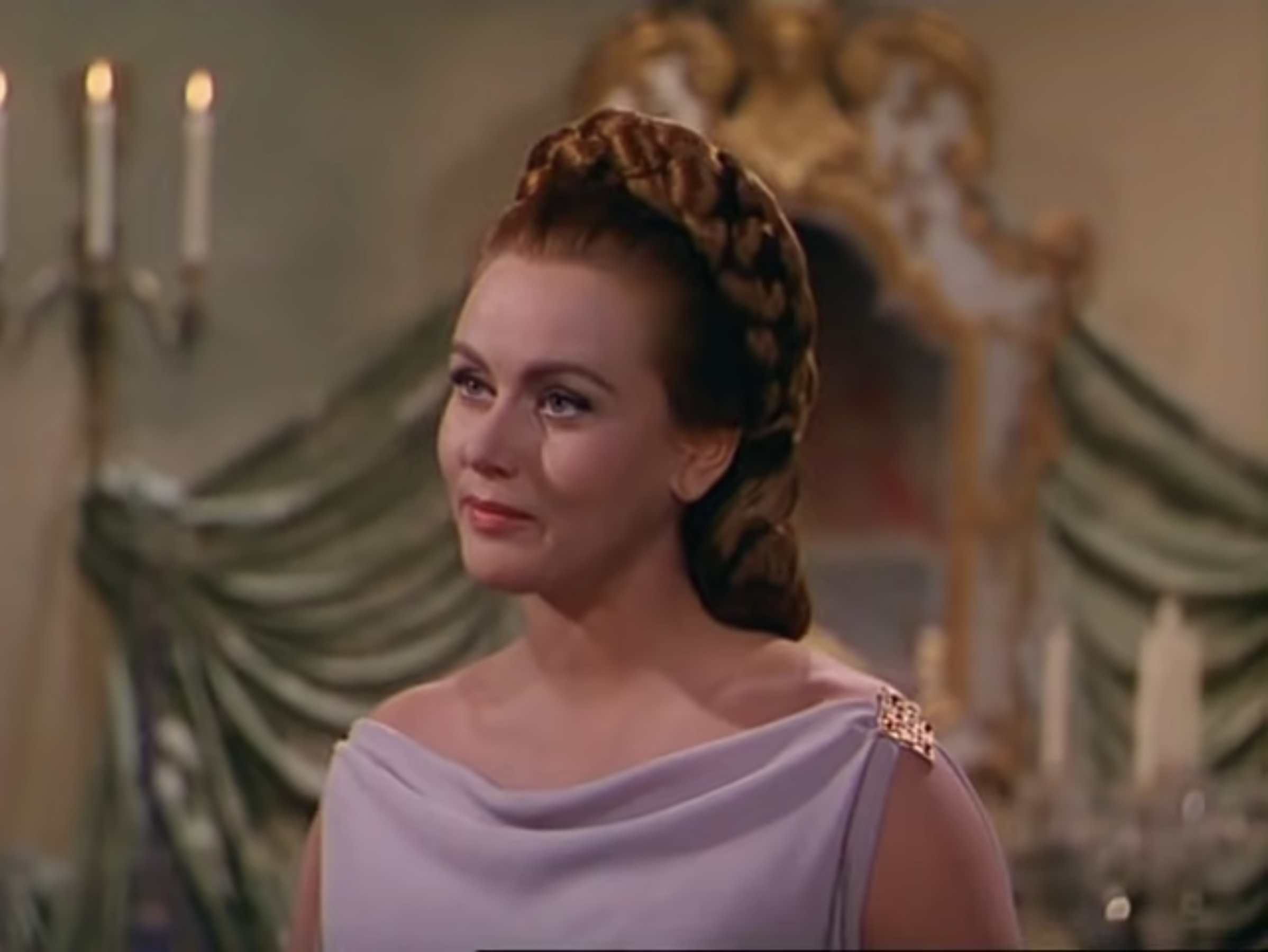
Nadia Gray in una sequenza del film